# 고아떤 뺑덕어멈
《고아떤 뺑덕어멈》은 1995년 1월 25일, 솔출판사에서 펴낸, 김소진의 두 번째 소설집이다. 표제작 〈고아떤 뺑덕어멈〉 외에 여덟 편의 단편소설을 모은 책이다. ISBN 89-85062-97-2
수록 작품은 〈파애〉, 〈개흘레꾼〉, 〈고아떤 뺑덕어멈〉, 〈쌍가매〉, 〈가을 옷을 위한 랩소디〉, 〈혁명기념일〉, 〈지하생활자들〉, 〈늪이 있는 마을〉, 〈세월의 무늬〉이다. 김진석이 해설 〈개같이 죽는 인간, 개같이 살아나는 소설〉을 썼다. 
차례 앞 속지에 남긴 글에서 김소진은 당시까지 자신의 문학의 밑천이자 젖줄이 ‘아버지한테 물려받은 가난과 상처’라면서, 이 소설집을 내면서는 거기서 벗어날 때가 되었다고 자신의 한계를 스스로 지적했으며, “요즘 술을 마시면 아버지, 당신이 너무 그립습니다.”라고 세상을 떠난 아버지를 그리워했다.